# Weingut Zumstein

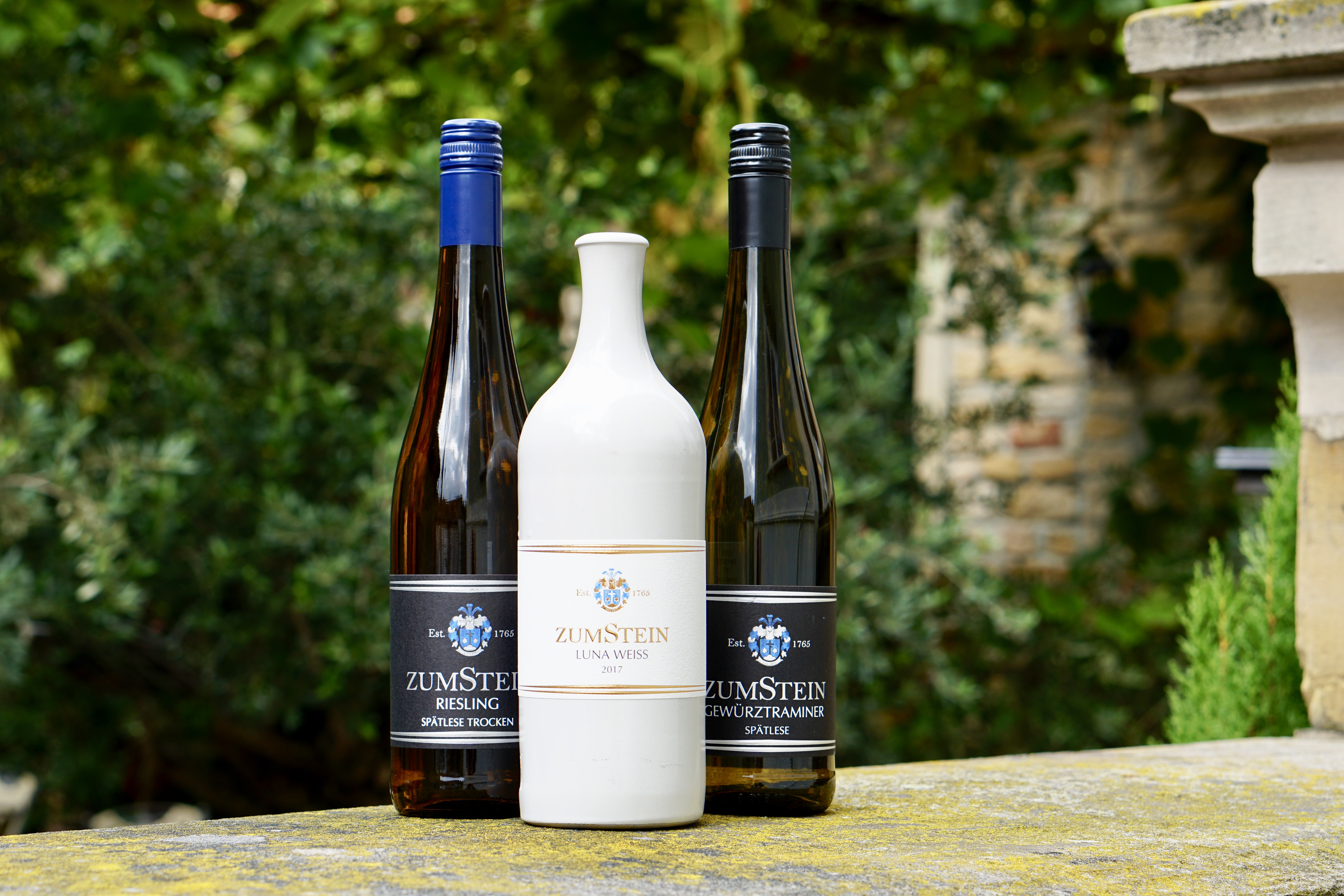
Produkte des Weinguts

Das Weingut Zumstein ist ein deutsches Weingut in Bad Dürkheim im Weinbaugebiet Pfalz. Das Weingut ist Mitglied des Vereins Bioland. Einige Teile des Weinguts stehen unter Denkmalschutz.

## Geschichte
Der Grundstein für das heutige Weingut wurde 1415 gelegt, das zu dieser Zeit eine Ölmühle mit Nagelschmiede war. Im Jahr 1765 übernahm die namensgebende Familie Zumstein aus Arosa (Schweiz), die über das Elsass einwanderte, das Weingut und gab ihm damit den heute noch gültigen Namen. Im Jahr 1860 legte Johann Georg Zumstein den heutigen Felsenkeller an. Basierend auf dem wirtschaftlichen Erfolg, den die Familie mit dem Weingut hatte, wurde auch die Gutsvilla neugebaut, die Sitz des Weinguts ist. In dem Felsenkeller fanden im Zweiten Weltkrieg Einwohner Schutz in den zwei Röhren, die beide jeweils 100 Meter tief in den Berg eingegraben wurden. Heute dient dieser mit einer konstanten Temperatur von 12 °C der Kühlung der Weine im Gärungsprozess und kann besichtigt werden.
Durch fehlende Nachfolge in der Familie wurde das Weingut 1988 an den Winzermeister Dirk Renzelmann verkauft.

## Nachhaltige Bewirtschaftung
Seit 2010 wurden die Weinberge auf nachhaltige Bewirtschaftung und organische Düngung umgestellt. Dazu gehören die Zufuhr von Gesteinsmehl, Begrünung der Weinlagen zur natürlichen Kultivierung der Böden, Laubarbeiten für natürliche Düngung oder sensitiv eingesetztes Bespritzen der Reben mit ausschließlich quelleigenem saurem Wasser. Seit 2019 ist Zumstein mit dem Bio-Gütesiegel zertifiziert und Mitglied im Verbund Bioland.

## Weine
Das Weingut befindet sich an der Deutschen Weinstraße in Bad Dürkheim im Weinbaugebiet Pfalz. Mit Weinlagen Bad Dürkheims, Leistadts und Wachenheim werden auf eigenen Weinbergen unter anderem folgende Rebsorten angebaut: Dornfelder, Cabernet Dorio, Cabernet Sauvignon, Pinot Noir, Riesling, Sauvignon Blanc, Chardonnay, Portugieser und Gewürztraminer. Das Weingut produziert Schaumweine, Roséweine, Weißweine und Rotweine. Alle Weine sind seit 2019 bio-zertifiziert.

## Gebäude
Die historische Gutsvilla im Jugendstil befindet sich nahe dem Ortskern von Bad Dürkheim. Ihre historischen Gutsgewölbe, das alte Kelterhaus, die 600 Jahre alte Ölmühle sowie das Kreuzgewölbe können besichtigt werden. Drei der Gutsgebäude sowie die Stundentafel und das Wohnhaus sind im Denkmalverzeichnis Kreis Bad Dürkheim verzeichnet.